# Pat Smear

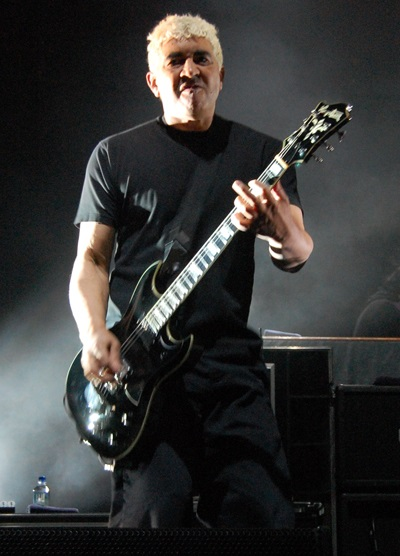
Pat Smear, 2008

Pat Smear (* 5. August 1959 in Los Angeles; eigentlich Georg Ruthenberg) ist ein US-amerikanischer Musiker. Er war Mitbegründer der kalifornischen Punk-Legende Germs, die sich nach dem Tod ihres Frontmanns Darby Crash im Jahre 1980 auflösten. Bekanntheit erlangte er auch durch seine Zeit bei Nirvana und den Foo Fighters.

## Leben
Als Sohn eines deutsch-jüdischen Einwanderers und einer Afroamerikanerin wuchs er in seinem Geburtsort Los Angeles auf. Mit dreizehn Jahren lief Smear von zu Hause weg und lebte fortan in einer christlichen Kommune. Während seiner Highschoolzeit änderte er seinen Namen in Pat Smear, welcher wohl durch "pap Smear", einem amerikanischen Synonym für den Pap-Test zur Früherkennung von Gebärmutterhalskrebs, inspiriert ist.
1976 gründete Smear mit seinem Freund Jan Paul Beahm (Darby Crash) die Punk-Band Germs, in der Pat Gitarrist war. 1979 veröffentlichten die Germs ihr erstes Album (GI), das in der Geschichte des Punk-Rocks als Meilenstein gilt. Die Band löste sich jedoch schon im folgenden Jahr auf, da der Sänger Darby Crash an einer Überdosis Heroin starb. Kurzzeitig spielte Smear danach bei den Adolescents.
Anschließend versuchte Smear sein Glück als Solokünstler und veröffentlichte zwei Alben, Ruthensmear (1988) und So You Fell in Love with a Musician (1992). Außerdem arbeitete er unter anderem mit Nina Hagen zusammen.
1993 erhielt er von den Red Hot Chili Peppers das Angebot, John Frusciante als Gitarristen zu ersetzen, was er jedoch ablehnte.
Noch im selben Jahr nahm er allerdings Kurt Cobains Angebot an, bei Nirvana als zweiter Gitarrist einzusteigen. Die erste gemeinsame Show bestritt Smear beim „Saturday Night Live“ Auftritt am 25. September desselben Jahres. Insgesamt sechs Monate lang begleitete er die Band auf ihrer Tour und wirkte auch beim Unplugged-Konzert der Band mit.
Nach Cobains Tod wurde er 1995 Mitglied von Dave Grohls neuer Band, den Foo Fighters, die er jedoch 1997 wieder verließ. Anschließend nahm er das erste Album mit seiner Band Harlow auf. Seitdem ist er vor allem als Musikproduzent tätig. Seit 2005 ist Smear wieder mit seiner Band Germs auf Tour. 2006 erschien ein Film mit dem Titel What We Do Is Secret, der die Geschichte der Band erzählt. Im Mai 2006 kehrte Smear zur Überraschung der Fans zu den Foo Fighters zurück, die er als weiterer Gitarrist bei der Foocoustic Tour '06 unterstützte.

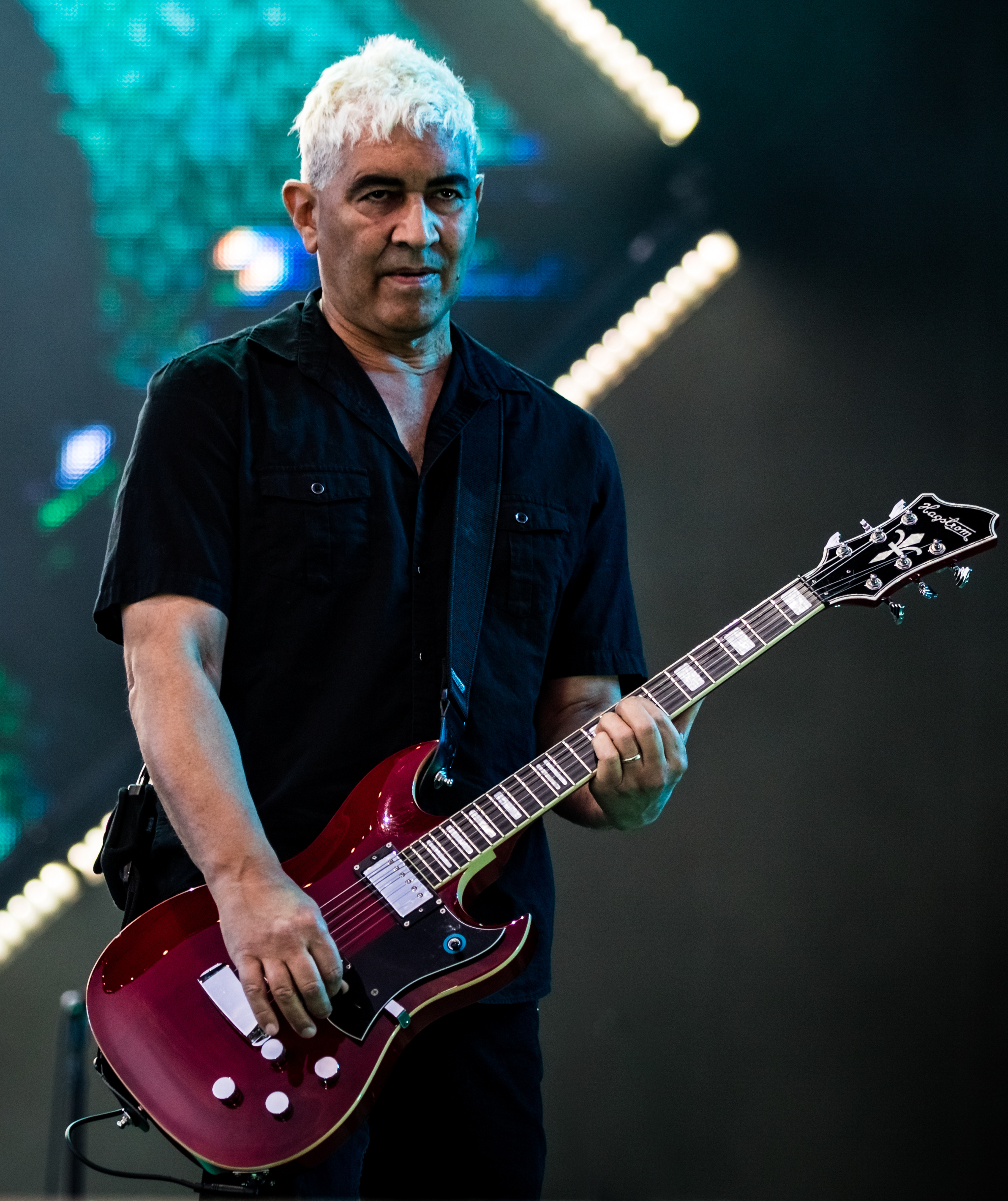
Pat Smear bei Rock am Ring (2018)

Wie die Foo Fighters Anfang Februar 2011 auf ihrer Homepage bekannt gaben, ist Pat Smear wieder festes Mitglied der Band. Die Foo Fighters veröffentlichten am 8. April 2011 das Album Wasting Light, auf dem auch Pat Smear als zusätzlicher Gitarrist zu hören ist.
Als 2013 der ehemalige Nirvana-Bandkollege Dave Grohl ein Projekt über die Sound-City-Studios in Los Angeles startete, beteiligte sich auch Smear daran. Gemeinsam mit anderen Musikern nahmen sie unter anderem den Song Cut Me Some Slack auf, für den sie bei den Grammy Awards 2014 für den besten Rocksong ausgezeichnet wurden.